# Anton Moker
Anton Moker (auch Antonius Moecker, Moeker, Möcker oder Mocker; * um 1540 in Hildesheim; † 1607 in Erfurt) war ein klassischer Philologe, Philosoph und Hochschullehrer.

## Leben
Moker stammte aus einer Hildesheimer Bürgerfamilie. Er absolvierte die dortige Andreasschule und wurde anschließend Hauslehrer in der Familie des Bürgermeisters Johann Kniphoff. Sein Onkel Heinrich Roder, Bürgermeister der Hildesheimer Neustadt, ermöglichte ihm das Studium an der Universität Erfurt. Dort wurde er zu Ostern 1560 immatrikuliert. Er wurde in Erfurt am Collegium Saxonicum aufgenommen, dem er von 1562 bis 1572 als Dekan vorstand. 1564 wurde er zum Magister an der Erfurter Artistenfakultät graduiert.
Moker wurde 1564 Rektor der Schule zu St. Michaelis in Erfurt. 1572 erhielt er an der Erfurter Universität außerdem die Professur der Poesie, 1581 daneben die Professur des Griechischen. Das Nebeneinander von schulischen und akademischen Aufgaben behielt er auch bei, als er 1583 vom Rat der Stadt Erfurt zum Rektor des Ratsgymnasiums gewählt wurde. Von 1587 bis 1589 leitete er neben dem Gymnasium als Rektor auch die Erfurter Universität. 1589 erhielt er schließlich die Professur der Ethik an der Universität. Bis 1602 war er sowohl als Gymnasialrektor als auch als Universitätsprofessor tätig. Ab diesem Jahr konzentrierte er sich lediglich auf die Arbeit an der Universität. In dieser Zeit war er 1598, 1600 und 1601 Dekan der Philosophischen Fakultät.
Moker, der zuletzt in der Engelsburg lebte, betrieb neben seinen Lehr- und Verwaltungsämtern das Bierbrauen, mit dem er sich einen weiteren Nebenerwerb sicherte. Diese Nebentätigkeit wurde allerdings von seinen Kollegen teils kritisch gesehen. 1605 wurde er in Erfurt außerdem zum Untergelderherr des Erfurter Rats gewählt.

## Schriften (Auswahl)
- Oratio de concordia et mutua officiorum communicatione. Baumann, Erfurt 1566.
- Hyldesia Saxoniae. Egenolph, Frankfurt am Main 1573.
- Decalogus metricus et paraenetica disticha quae complectuntur praecepta vitae ac morum honestatis et pietatis, Baumann, Erfurt 1573.
- Regulae utriusque iuris. Egenolph, Frankfurt am Main 1574.
- De artibus et philosophia, eiusque cultoribus, oratiuncula. Baumann, Erfurt 1579.